# デスルフォバクター属
デスルフォバクター属はグラム陰性非芽胞形成絶対嫌気性の完全酸化型硫酸還元細菌。極鞭毛を有する。桿菌であるが、卵形や湾曲したものもみられる。
GC比は45から46。運動性を持たず、酢酸以外の有機物を利用できない。また、デスルフォビリジン(亜硫酸還元酵素)を有しない。海水および汽水に生息している。